# Eugène Mittelhauser
Eugène Desiré Antoine Mittelhauser (7. srpen 1873 Tourcoing – 19. prosinec 1949 Paříž) byl francouzský generál, zástupce velitele a později velitel Francouzské vojenské mise v Československu, náčelník československého Hlavního štábu branné moci v letech 1921 až 1925.

## Život
Narodil se do rodiny obchodníka Valentina Augusta Mittelhaussera a jeho ženy Hortense Josephiny Dehoorneové. Po studiích na lyceu v Lille nastoupil na École spéciale militaire de Saint Cyr. Po absolutoriu šel dobrovolně jako velitel čety k 4. pluku alžírských střelců, s nímž se od října 1894 účastnil vojenských operací v Tunisku proti místním kmenům. Po pětileté službě, která byla započítána jako válečná, byl vyslán na studia na École supérieure de guerre. Po jejím absolvování byl v hodnosti kapitána převelen v lednu 1902 ke štábu Alžírské divize. V jejím rámci podstoupil praxi u vyšších štábů a u všech zbraní. Od srpna 1903 vykonával praxi u velitelství 3. armádního sboru, načež se po roce vrátil do Afriky. Zde velel rotě opět u 4. pluku alžírských střelců, poté se stal operačním důstojníkem u štábu Alžírské divize a nakonec přednostou oddělení štábu 19. armádního sboru. V těchto funkcích se podílel na bojích v Maroku, na pohoří Atlas a na severní Sahaře. V létě 1910 byl vyslán jako člen Francouzské vojenské mise v Mexiku do této země, aby zde cvičil mexické vojáky pro boj s nepravidelnou armádou. Po návratu do Francie byl povýšen na velitele praporu a získal funkci konceptního důstojníka na ministerstvu války. V červnu 1913 se stal velitelem 3. praporu 3. pluku alžírských střelců, nasazeným v Maroku.
S plukem cestoval do Francie, kde po vypuknutí první světové války bojoval na frontě s Německem. Zde byl dvakrát raněn. V květnu 1915 byl povýšen na podplukovníka a byl převelen jako velitel k 60. pěšímu pluku. V září 1915 byl v Champagne těžce raněn a musel se půl roku zotavovat. Po návratu k vojsku v březnu 1916 se stal zástupcem přednosty osobního oddělení generálního štábu. V květnu 1917 byl povýšen na plukovníka, následující měsíc se stal velitelem 1. marocké brigády. S brigádou bojoval u Verdunu (listopad 1917) a v Hangardském lese (duben 1918). V dubnu 1918 byl jmenován velitelem 36. pěší divize a získal hodnost brigádního generála. Po uzavření příměří s Německem v listopadu 1918 převzal velení 20. pěší brigády. Následně přijal nabídku účastnit se Francouzské vojenské mise v Československu, kde se stal zástupcem velitele mise generála Pellého. Po vypuknutí československo-maďarské války byl jmenován velitelem československé Západní armádní skupiny působící na západním a středním Slovensku, přičemž mu byla propůjčena hodnost generála IV. hodnostní třídy. Po porážce Maďarů a jejich stažení za demarkační linii byl v říjnu 1919 jmenován velitelem Zemského vojenského velitelství pro Slovensko. Dne 1. ledna 1921 nahradil generála Pellého v čele mise a také ve funkci náčelníka Hlavního štábu branné moci, kterým zůstal až do konce mise v prosinci 1925.
Za úspěšné splnění mise byl povýšen na divizního generála a převzal velení nad 29. pěší divizí. Od března 1928 velel 18. vojenské oblasti, od ledna 1929 pak 20. vojenské oblasti. V září 1931 se stal členem Vrchní válečné rady, byl zde zástupcem viceprezidenta. Po vstupu Francie do druhé světové války v září 1939 měl být vyslán v čele vojenské mise do Polska, po jeho porážce však byla mise zrušena. V listopadu 1939 sloužil u hlavního velitelství teritoriálních jednotek, v lednu 1940 byl přiřazen do štábu ministerstva války a v květnu 1940 se pak stal vrchním velitelem operační oblasti východního Středomoří, kde spravoval území francouzské Sýrie a Libanonu. Po kapitulaci Francie a vytvoření vichistického režimu rezignoval v polovině července 1940 na svou funkci a odešel do výslužby. Zemřel v Paříži 19. prosince 1949.

## Vyznamenání
- Řád čestné legie, všechny třídy  |  |  |  |
- Válečný kříž 1914–1918, uděleno 8x
- československý Řád Bílého lva, velkokříž
- Československý válečný kříž 1914–1918
- belgický Řád koruny, velkodůstojník
- belgický Válečný kříž „Croix de Guerre 1915“[1]
- britský Řád lázně, rytíř
- ruský Řád svaté Anny, III. třída
- italský Řád italské koruny , velkokříž
- italský válečný kříž „Croce al Merito di Guerra“[2]
- jugoslávský Řád bílého orla, I. třída
- jugoslávský Řád svatého Sávy, II. třída
- jugoslávský Řád hvězdy Karadjordjevičů[3], IV. třída
- polský Řád Polonia Restituta, velkodůstojník
- rumunský Řád rumunské hvězdy[4], velkokříž
- marocký Řád Ouissam Alaouite[5], II. třída
- tuniský Řád slávy, velkokříž